# Aeroporto di Nižneangarsk
L'aeroporto di Nižneangarsk (in russo: Аэропорт Нижнеангарск) (ICAO: UIUN) è un aeroporto della Russia situato a 4 km a nord-est di Nižneangarsk e a 26 km a nord-est di Severobajkal'sk. Si trova sulla punta settentrionale del lago Bajkal. È in grado di gestire piccoli aerei da trasporto e ha una pista in calcestruzzo.

## Incidenti
- 27 giugno 2019: il volo Angara Airlines 200, un Antonov An-24, ha subito un guasto al motore mentre era in rotta verso la destinazione. All'atterraggio a Nižneangarsk, l'aereo è uscito la pista e si è scontrato con un edificio. Tutti e 43 i passeggeri sono sopravvissuti allo schianto mentre due dei quattro membri dell'equipaggio, il comandante e l'ingegnere di volo, sono rimasti uccisi.[2][3]